# ユーラシア21研究所
特定非営利活動法人ユーラシア21研究所（ユーラシアにじゅういちけんきゅうじょ）は、ロシアを中心に国際情勢を研究し、日本政府の外交政策に関する学術研究を進すめる目的で、2007年3月15日に設立されたNPO法人。

## 概要
日本財団の国際的な事業の受け皿として設立された東京財団の姉妹組織として、日本財団の助成を受けており、アメリカ・メロン財閥系のヘリテージ財団やアンドリュー・W・メロン財団の窓口役も担っている。『虎ノ門フォーラム』と称した政治フォーラムを開催していたが、入居していた海洋船舶ビルの解体・建直しにともない、同フォーラムや講演は2011年末をもって終了した。
- 所在地 東京都文京区春日1-5-6 ラヴェンナ文京富坂701

## 役員
| 役職             | 名前     | 経歴                                                   |
| ---------------- | -------- | ------------------------------------------------------ |
| 理事長（常勤）   | 吹浦忠正 | 元東京財団研究推進担当常務理事、元埼玉県立大学教授     |
| 常務理事（常勤） | 吉岡明子 | 元東京財団リサーチ・アソシエイト                       |
| 理事             | 大貫康雄 | 自由報道協会理事長、元東京財団理事、元NHK欧州総局長    |
| 理事             | 木村汎   | 拓殖大学海外事情研究所客員研究員、北海道大学名誉教授   |
| 理事             | 佐瀬昌盛 | 防衛大学校名誉教授、拓殖大学海外事情研究所客員研究員   |
| 理事             | 西原正   | 平和・安全保障研究所理事長、元防衛大学校校長           |
| 理事             | 兵藤長雄 | 元外務省欧亜局長、元駐ベルギー大使、元ポーランド大使、 |
| 監事             | 児玉泰子 | 北方領土返還要求運動連絡協議会事務局長                 |
| 監事             | 袴田茂樹 | 新潟県立大学教授、前青山学院大学国際政経学部教授       |

参考：ユーラシア21研究所 役員・組織図